# Physoderma maydis
Physoderma maydis är en svampart som först beskrevs av Kingo Miyabe, och fick sitt nu gällande namn av Kingo Miyabe 1909. Physoderma maydis ingår i släktet Physoderma och familjen Physodermataceae.   Inga underarter finns listade i Catalogue of Life.